# Arline Hunter
Arline Hunter (* 16. Dezember 1931; † 11. September 2018) war eine US-amerikanische Filmschauspielerin und ein Pin-up-Girl.

## Karriere
Das Fotomodell Arline Hunter wirkte ab 1948 in einigen anspruchslosen B-Produktionen als Nebendarstellerin mit, so in dem erotischen Kurzfilm The Apple-Knockers and the Coke (Alternativtitel: The Girl, the Coke and the Apple). Dieser Film sorgte in späteren Jahren noch für Aufsehen, als man fälschlicherweise behauptete, die junge Marilyn Monroe wäre die Darstellerin. Hunter drehte in den 1950er und 1960er Jahren zahlreiche Filme mit Stars wie Mamie Van Doren, den Three Stooges oder Gerald Mohr und wirkte in populären TV-Sendungen mit. Den Durchbruch als Schauspielerin schaffte sie jedoch nie. Ihre erfolgreiche Karriere als Fotomodell profitierte von ihrer Ähnlichkeit mit Marilyn Monroe. 1954 war sie Playmate des Monats in der Augustausgabe des Playboy und ihr Foto zierte das Cover verschiedener Zeitschriften wie Nugget (1956) oder Adam (1958). 
Arline Hunter lebte zuletzt zurückgezogen in Kalifornien und trat nur noch selten in der Öffentlichkeit auf.

## Filmografie (Auswahl)
Filmauftritte
- 1948: Strip Tease College Girls
- 1954: Bagdad After Midnite
- 1954: Der Schürzenjäger von Venedig (Casanova’s Big Night)
- 1955: Sindbads Sohn (Son of Sinbad)
- 1957: Outer Space Jitters
- 1958: Mit dem Messer im Rücken (Revolt in the Big House)
- 1959: Weltraumschiff MR-1 gibt keine Antwort (The Angry Red Planet)
- 1960: Sex Kittens Go to College
- 1969: Big Daddy

Fernsehauftritte
- 1959: Perry Mason
- 1959: Markham
- 1960: Hot Off the Wire
- 1960: Anwalt der Gerechtigkeit (Lock Up)
- 1961: The Adventures of Ozzie & Harriet